# 圣维森特-迪佩雷拉茹桑
圣维森特-迪佩雷拉茹桑是葡萄牙阿威罗区的一个堂区。总面积9.47平方公里，总人口2400人，人口密度253.4人/平方公里。